# Мистецтво в школі
«Мистецтво в школі» — український науково-методичний журнал для вчителів музичного мистецтва, образотворчого мистецтва, художньої культури. 

## Історія та зміст
Заснований у 2008 році у Харкові видавничою групою «Основа». Видання припинено в 2020 році.
Виходить раз на місяць українською мовою. Тираж — 2 тисячі примірників. 
Вміщував рекомендації науковців, поради психологів, розробки уроків, статті з досвіду роботи, сценарії творчих заходів, оглядові статті про види й жанри мистецтва, репродукції картин, нотний матеріал. 
Основні рубрики: «Мій урок», «Грані майстерності», «Досвід колег», «Дидактичний кейс», «Пам'ятні дати … року», «Кабінет психолога», «Дослідження, пошуки, знахідки», «Виховання + навчання», «Vernissage», «Музичний калейдоскоп», «Проектна діяльність», «Творча майстерня», «Театр у школі». Також містив кольорову вкладку з наочно-дидактичними матеріалами. Передплатники також отримували доступ до електронної версії журналу. 
Головний редактор — Орлова Є. (від 2009).